# Йёргенсен, Бент
Бент Йёргенсен (дат. Bent Jørgensen) — датский кёрлингист.
В составе мужской сборной Дании участник двух чемпионатов мира (лучший результат — девятое место в 1980) и чемпионата Европы 1977 (заняли восьмое место). Чемпион Дании среди мужчин и  среди смешанных команд.
Играл в основном на позициях второго и первого.

## Достижения
- Чемпионат Дании по кёрлингу среди мужчин: золото (1980).
- Чемпионат Дании по кёрлингу среди смешанных команд: золото (1993).

## Команды
| Сезон                                          | Четвёртый      | Третий            | Второй            | Первый           | Турниры                      |
| ---------------------------------------------- | -------------- | ----------------- | ----------------- | ---------------- | ---------------------------- |
| 1977—78                                        | Йёрн Блак      | Фредди Бартельсен | Бент Йёргенсен    | Антонни Хинге    | ЧЕ 1977 (8 место)            |
| 1978—79                                        | Йёрн Блак      | Фредди Бартельсен | Бент Йёргенсен    | Антонни Хинге    | ЧМ 1979 (10 место)           |
| 1979—80                                        | Йёрн Блак      | Арне Педерсен     | Фредди Бартельсен | Бент Йёргенсен   | ЧДМ 1980 · ЧМ 1980 (9 место) |
| Кёрлинг среди смешанных команд (mixed curling) |                |                   |                   |                  |                              |
| 1992—93                                        | Бент Йёргенсен | Jytte Berg        | Антонни Хинге     | Herdis Jørgensen | ЧДСК 1993                    |

(скипы выделены полужирным шрифтом)